# Компликовано је
„Компликовано је“ (енгл. „It's Complicated“) је америчка комедија из 2009. године са Мерил Стрип у главној улози. Филм је премијерно приказан у београдским биоскопима 23. децембра 2009.

## Главне улоге
| Глумац              | Улога       |
| ------------------- | ----------- |
| Мерил Стрип         | Џејн Адлер  |
| Алек Болдвин        | Џејк Адлер  |
| Стив Мартин         | Адам        |
| Лејк Бел            | Агнес Адлер |
| Хантер Периш        | Лук Адлер   |
| Зое Казан           | Геби Адлер  |
| Џон Красински       | Харли       |
| Рита Вилсон         | Триша       |
| Александра Вентворт | Дајен       |
| Мајкл Ривера        | Еди         |
| Роберт Кертис Браун | Питер       |